# Oophaga histrionica
La granota arlequí verinosa, Oophaga histrionica, és una espècie de granota de punta de fletxa nativa de la zona compresa entre l'oest de l'Equador fins a la regió colombiana del Chocó. Algunes granotes classificades tradicionalment com a Oophaga histrionica es van separar com a espècies noves el 2018. Aquests són Oophaga anchicayensis, Oophaga andresi i Oophaga solanensis. Produeix una cardiotoxina anomenada histrionicotoxina que actua com a antagonista no competitiu dels receptors nicotínics d'acetilcolina.

## Descripció
La granota arlequí verinosa té una longitud del musell i la ventilació mitjana de 329 mm. La coloració de fons varia de marró clar a marró fosc, i normalment hi ha una taca viva al dors. Viu al sòl del bosc. El mascle crida des d'una perxa baixa per anunciar la seva presència. La granota mascle i femella es criden i es toquen abans que la femella pongui els ous entre la fullaraca. Quant els ous desclouen, un pare transporta els capgrossos acabats de descloure a un petit dipòsit d'aigua (sovint a la axil d'un bromèlia). La mare torna periòdicament i pon ous no fecundats, dels quals s'alimenten els capgrossos fins que estiguin preparats per fer la metamorfosi i sortir de l'aigua. La larva s'alimenta obligatòriament d'ous i moriria de fam sense aquesta forma de nutrició. Els adults s'alimenten de formigues i àcars a terra després de la sortida del sol, però no més tard de les quatre de la tarda, quan troben refugi ja sigui a terra sota les fulles de terra o elevades sobre troncs caiguts.
Aquest comportament de la cria fa que els arlequins siguin una de les granotes de dard verinós més difícils de criar en captivitat. Com a resultat, no es troben àmpliament al mercat nacional de mascotes, i els disponibles poden ser importacions de contraban en lloc d'animals domèstics criats legalment. Les granotes de dard capturades a la natura sovint estan estressades, requereixen més cura, tenen una taxa de mortalitat molt més alta i també poden ser tòxiques i perilloses de manejar. No obstant això, hi ha alguns animals de cria nacional disponibles i són molt buscats en el comerç de mascotes.
Aquesta granota terrestre viu a les selves tropicals, on s'ha observat entre 300 i 700 metres sobre el nivell del mar. La seva distribució inclou el Parque Nacional Tatamá, però aquest no és un parc protegit.
La IUCN ha catalogat aquesta espècie com a "En perill crític" a causa de la seva reduïda distribució i la destrucció contínua del seu hàbitat de selva tropical. Sembla que els seus números estan disminuint. Aquesta pèrdua d'hàbitat prové de la desforestació associada a la mineria. La UICN també cita la collita de la granota per al comerç internacional de mascotes com una amenaça.